# 中華航空2265便墜落事故
中華航空2265便墜落事故とは、1986年2月16日に発生した中華航空（現：チャイナエアライン）による航空事故である。2265便は馬公空港（現：澎湖空港）でのゴーアラウンドを行っている最中に行方不明となり、翌月の3月10日に馬公から19キロメートル (12 mi; 10 nmi)沖合の水深190フィートの海中で機体の残骸が発見された。

## 事故機
事故機のボーイング737-281（B-1870）は製造番号168として1969年に製造され、同年5月に全日本空輸に納入された（当時の機体記号はJA8401であった）。その後、1976年に中華航空へ売却され、機体記号もB-1870となった。
この機体は1978年に発生した中華航空831便ハイジャック事件でハイジャックに遭った機体でもある。

## 事故
2265便は現地時間18時09分に馬公空港へ向け松山空港を飛び立った。馬公空港の滑走路に19時05分に一旦着陸をしたものの、クルーはゴーアラウンドを行った。しかし、空港へ戻る途中に馬公沖の太平洋上に墜落し、乗客乗員13人全員が死亡した。捜索隊は機体の残骸を3月10日まで見つけることが出来ず、最終的に馬公市から北に12マイル (10 nmi; 19 km)の地点で水深190フィート (58 m)の海底で発見した。